# Cup of Austria de 2017
Cup of Austria de 2017 foi o segundo evento do Grand Prix Júnior de 2017–18 e a sexta vez que a Áustria sediou o Grand Prix ISU Júnior. A competição foi disputada entre os dias 30 de agosto e 2 de setembro, na cidade de Salzburg, Áustria. Os patinadores ganham pontos para se qualificar para a final do Grand Prix Júnior de 2017–18.

## Eventos
- Individual masculino
- Individual feminino
- Dança no gelo

## Medalhistas
| Evento                        | Ouro                                                      | Prata                                      | Bronze                                     |
| Individual masculino detalhes | Camden Pulkinen · Estados Unidos                          | Luc Economides · França                    | Egor Murashov · Rússia                     |
| Individual feminino detalhes  | Anastasia Tarakanova · Rússia                             | Lim Eun-soo · Coreia do Sul                | Mako Yamashita · Japão                     |
| Dança no gelo detalhes        | Christina Carreira · Anthony Ponomarenko · Estados Unidos | Ksenia Konkina · Grigory Yakushev · Rússia | Natacha Lagouge · Corentin Rahier · França |

## Resultados

### Individual masculino
| Pos.              | Nome                      | Nacionalidade    | Pontos | PC         | PL          |
| ----------------- | ------------------------- | ---------------- | ------ | ---------- | ----------- |
| Medalha de ouro   | Camden Pulkinen           | Estados Unidos   | 203.80 | 66.34 (1)  | 137.46 (1)  |
| Medalha de prata  | Luc Economides            | França           | 190.59 | 65.88 (2)  | 124.71 (3)  |
| Medalha de bronze | Egor Murashov             | Rússia           | 186.76 | 53.98 (14) | 132.78 (2)  |
| 4                 | Başar Oktar               | Turquia          | 181.43 | 64.27 (3)  | 117.16 (6)  |
| 5                 | Mark Gorodnitsky          | Israel           | 177.19 | 56.57 (9)  | 120.62 (4)  |
| 6                 | Evgeni Semenenko          | Rússia           | 175.80 | 55.60 (11) | 120.20 (5)  |
| 7                 | Conrad Orzel              | Canadá           | 172.74 | 58.23 (6)  | 114.51 (7)  |
| 8                 | Sena Miyake               | Japão            | 172.69 | 61.78 (4)  | 110.91 (11) |
| 9                 | Ryan Dunk                 | Estados Unidos   | 170.71 | 60.85 (5)  | 109.86 (12) |
| 10                | Nik Folini                | Itália           | 169.49 | 56.70 (8)  | 112.79 (9)  |
| 11                | Radek Jakubka             | República Tcheca | 167.34 | 55.78 (10) | 111.56 (10) |
| 12                | Jonathan Hess             | Alemanha         | 166.55 | 57.34 (7)  | 109.21 (13) |
| 13                | Nika Egadze               | Geórgia          | 160.52 | 46.56 (16) | 113.96 (8)  |
| 14                | Luc Maierhofer            | Áustria          | 153.00 | 54.18 (13) | 98.82 (16)  |
| 15                | Ivan Shmuratko            | Ucrânia          | 152.69 | 53.38 (15) | 99.31 (15)  |
| 16                | Nurullah Sahaka           | Suíça            | 150.92 | 55.02 (12) | 95.90 (17)  |
| 17                | An Geon-hyeong            | Coreia do Sul    | 146.86 | 44.30 (17) | 102.56 (14) |
| 18                | Charles Henry Katanovic   | Croácia          | 124.26 | 41.54 (18) | 82.72 (19)  |
| 19                | Mate Borocz               | Hungria          | 120.76 | 35.10 (21) | 85.66 (18)  |
| 20                | Nikolaj Molgaard Pedersen | Dinamarca        | 111.81 | 38.73 (19) | 73.08 (20)  |
| 21                | Anton Skoficz             | Áustria          | 87.38  | 35.90 (20) | 51.48 (21)  |

### Individual feminino
| Pos.              | Nome                      | Nacionalidade    | Pontos | PC         | PL         |
| ----------------- | ------------------------- | ---------------- | ------ | ---------- | ---------- |
| Medalha de ouro   | Anastasia Tarakanova      | Rússia           | 196.68 | 66.68 (1)  | 130.00 (1) |
| Medalha de prata  | Lim Eun-soo               | Coreia do Sul    | 186.34 | 64.79 (2)  | 121.55 (2) |
| Medalha de bronze | Mako Yamashita            | Japão            | 181.04 | 64.49 (3)  | 116.55 (3) |
| 4                 | Anastasiia Gubanova       | Rússia           | 160.75 | 53.99 (6)  | 106.76 (4) |
| 5                 | Starr Andrews             | Estados Unidos   | 159.28 | 59.93 (4)  | 99.35 (5)  |
| 6                 | Moa Iwano                 | Japão            | 147.99 | 53.94 (7)  | 94.05 (6)  |
| 7                 | Anita Östlund             | Suécia           | 144.78 | 54.96 (5)  | 89.82 (9)  |
| 8                 | Lea Johanna Dastich       | Alemanha         | 140.77 | 50.16 (9)  | 90.61 (8)  |
| 9                 | Loena Hendrickx           | Bélgica          | 135.54 | 51.77 (8)  | 83.77 (11) |
| 10                | Angelina Huang            | Estados Unidos   | 134.10 | 41.68 (18) | 92.42 (7)  |
| 11                | Polina Ustinkova          | Suíça            | 133.56 | 44.51 (14) | 89.05 (10) |
| 12                | Silvia Hugec              | Eslováquia       | 128.69 | 46.49 (11) | 82.20 (12) |
| 13                | Kristen Spours            | Reino Unido      | 125.31 | 48.54 (10) | 76.77 (15) |
| 14                | Alessia Tornaghi          | Itália           | 124.51 | 45.88 (12) | 78.63 (13) |
| 15                | Julie Froetscher          | França           | 120.96 | 42.50 (17) | 78.46 (14) |
| 16                | Stefanie Pesendorfer      | Áustria          | 117.92 | 42.69 (16) | 75.23 (17) |
| 17                | Lara Roth                 | Áustria          | 113.05 | 41.48 (19) | 71.57 (19) |
| 18                | Lee Ji-yun                | Coreia do Sul    | 112.03 | 36.66 (23) | 75.37 (16) |
| 19                | Sophia Schaller           | Áustria          | 111.94 | 44.61 (13) | 67.33 (20) |
| 20                | Guzide Irmak Bayir        | Turquia          | 111.72 | 38.49 (21) | 73.23 (18) |
| 21                | Michaela Lucie Hanzlíková | República Tcheca | 106.88 | 43.45 (15) | 63.43 (23) |
| 22                | Julia Lang                | Hungria          | 103.56 | 36.61 (24) | 66.95 (21) |
| 23                | Maya Gorodnitsky          | Israel           | 103.31 | 39.40 (20) | 63.91 (22) |
| 24                | Caya Scheepens            | Países Baixos    | 90.63  | 36.91 (22) | 53.72 (25) |
| 25                | Hana Cvijanović           | Croácia          | 89.80  | 28.75 (27) | 61.05 (24) |
| 26                | Josephine Kaersgaard      | Dinamarca        | 83.34  | 33.40 (26) | 49.94 (26) |
| 27                | Mariami Meshveliani       | Geórgia          | 80.95  | 33.88 (25) | 47.07 (28) |
| 28                | Amelia Sadler             | Austrália        | 76.35  | 27.42 (28) | 48.93 (27) |
| 29                | Elisavet Mulder-Stoupaki  | Grécia           | 56.07  | 21.02 (29) | 35.05 (29) |
| WD                | Hiu Ching Kwong           | Hong Kong        | —      | — (WD)     |            |

### Dança no gelo
| Pos.              | Nome                                     | Nacionalidade    | Pontos | DC         | DL         |
| ----------------- | ---------------------------------------- | ---------------- | ------ | ---------- | ---------- |
| Medalha de ouro   | Christina Carreira / Anthony Ponomarenko | Estados Unidos   | 145.39 | 57.82 (1)  | 87.57 (1)  |
| Medalha de prata  | Ksenia Konkina / Grigory Yakushev        | Rússia           | 139.80 | 54.63 (3)  | 85.17 (2)  |
| Medalha de bronze | Natacha Lagouge / Corentin Rahier        | França           | 129.90 | 57.26 (2)  | 72.64 (4)  |
| 4                 | Evgeniia Lopareva / Alexey Karpushov     | Rússia           | 129.17 | 52.86 (4)  | 76.31 (3)  |
| 5                 | Ashlynne Stairs / Lee Royer              | Canadá           | 121.71 | 51.13 (5)  | 70.58 (5)  |
| 6                 | Shira Ichilov / Vadim Davidovich         | Israel           | 114.05 | 46.38 (8)  | 67.67 (6)  |
| 7                 | Olga Giglava / Yegor Yegorov             | Ucrânia          | 108.59 | 46.92 (6)  | 61.67 (7)  |
| 8                 | Isabella Amoia / Luca Becker             | Estados Unidos   | 105.45 | 45.93 (9)  | 59.52 (8)  |
| 9                 | Irina Galiyanova / Tommy Tang            | Canadá           | 96.22  | 46.66 (7)  | 49.56 (14) |
| 10                | Adelina Zvezdova / Uladzimir Zaitsau     | Bielorrússia     | 93.75  | 38.66 (12) | 55.09 (10) |
| 11                | Emily Rose Brown / James Hernandez       | Reino Unido      | 93.57  | 34.90 (15) | 58.67 (9)  |
| 12                | Olexandra Borysova / Cezary Zawadzki     | Polônia          | 91.55  | 38.73 (11) | 52.82 (13) |
| 13                | Natálie Taschlerová / Filip Taschler     | República Tcheca | 89.49  | 36.30 (14) | 53.19 (11) |
| 14                | Marie Dupayage / Thomas Nabais           | França           | 86.73  | 37.22 (13) | 49.51 (15) |
| 15                | Villö Marton / Danyil Semko              | Hungria          | 85.24  | 41.04 (10) | 44.20 (16) |
| 16                | Lara Luft / Asaf Kazimov                 | Alemanha         | 82.48  | 29.51 (16) | 52.97 (12) |

## Quadro de medalhas
| Ordem | País           | Medalha de ouro | Medalha de prata | Medalha de bronze |   | Ordem por total |
| ----- | -------------- | --------------- | ---------------- | ----------------- | - | --------------- |
| 1     | Estados Unidos | 2               |                  |                   | 2 | 2               |
| 2     | Rússia         | 1               | 1                | 1                 | 3 | 1               |
| 3     | França         |                 | 1                | 1                 | 2 | 2               |
| 4     | Coreia do Sul  |                 | 1                |                   | 1 | 4               |
| 5     | Japão          |                 |                  | 1                 | 1 | 4               |
| TOTAL | TOTAL          | 3               | 3                | 3                 | 9 | —               |